# Tajuria dua
Tajuria dua är en fjärilsart som beskrevs av Ribbe 1926. Tajuria dua ingår i släktet Tajuria och familjen juvelvingar. Inga underarter finns listade i Catalogue of Life.